# Alfred Brauer
Pour les articles homonymes, voir Brauer.
Alfred Theodor Brauer (né à Charlottenburg le  9 avril 1894, mort en Caroline du Nord le 23 décembre 1985) était un mathématicien allemand-américain qui a travaillé sur la théorie des nombres.

## Biographie
Il a étudié à l'université de Berlin. Comme il a servi l'Allemagne pendant la Première Guerre mondiale et qu'il a même été blessé, il a pu conserver son poste plus longtemps que les universitaires juifs. En 1935, il perd son poste et en 1938, il essaye de quitter l'Allemagne, mais n'y réussit que l'année suivante. En 1942, il obtient un poste à l'université de Caroline du Nord à Chapel Hill. Une bonne partie de ses œuvres serait liée à cette université bien qu'il ait occasionnellement enseigné à l'université de Wake Forest, après avoir pris sa retraite de Chapel Hill à 70 ans.
Il est le frère du mathématicien Richard Brauer.